# سامسونگ اس‌جی‌اچ-آی۶۰۰

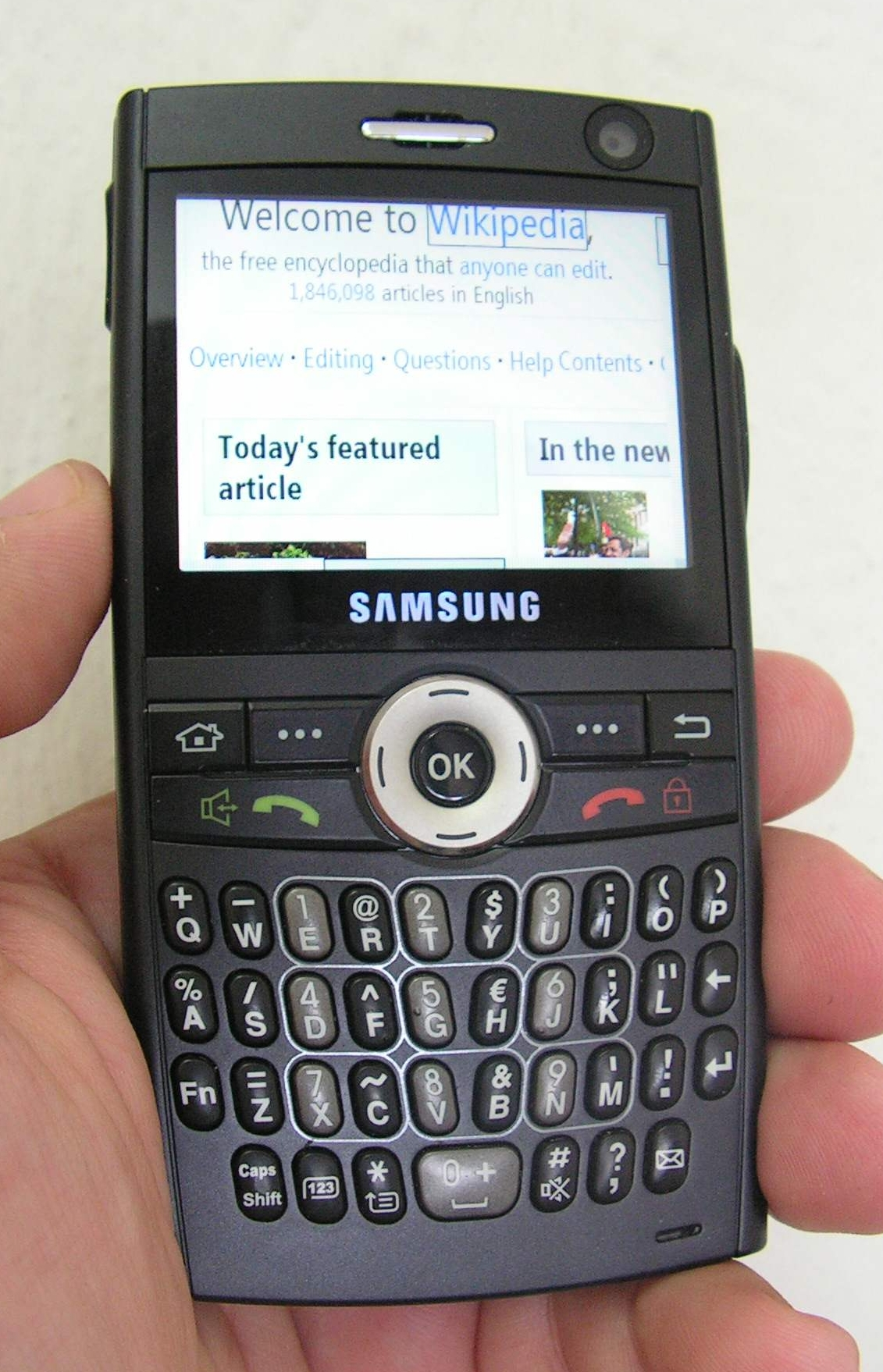
تصویر گوشی سامسونگ اس‌جی‌اچ-آی۶۰۰

سامسونگ اس‌جی‌اچ-آی۶۰۰ یک‌نمونه از گوشی‌های تلفن همراه سری I شرکت سامسونگ می‌باشد که توسط همین شرکت به بازار عرضه شده‌است.